# Moderno Football Club
El Moderno Football Club, fundat oficialment com The Modern Foot-Ball Club, fou un club de futbol de Madrid de començaments de segle xx.
Va ser fundat el novembre de 1902, i dissolt el 1904 en ser absorbit pel Madrid Foot-Ball Club. Prèviament, l'any 1903, havia absorbit els clubs Iberia Football Club i Victoria Football Club.

## Palmarès
- Campionat Regional Centre 1903